# Krichuss
Krichuss [Крі'час] — український рок-гурт, що був створений в кінці 2014 року (грудень) у Києві. Музиканти виконують пісні переважно українською мовою.

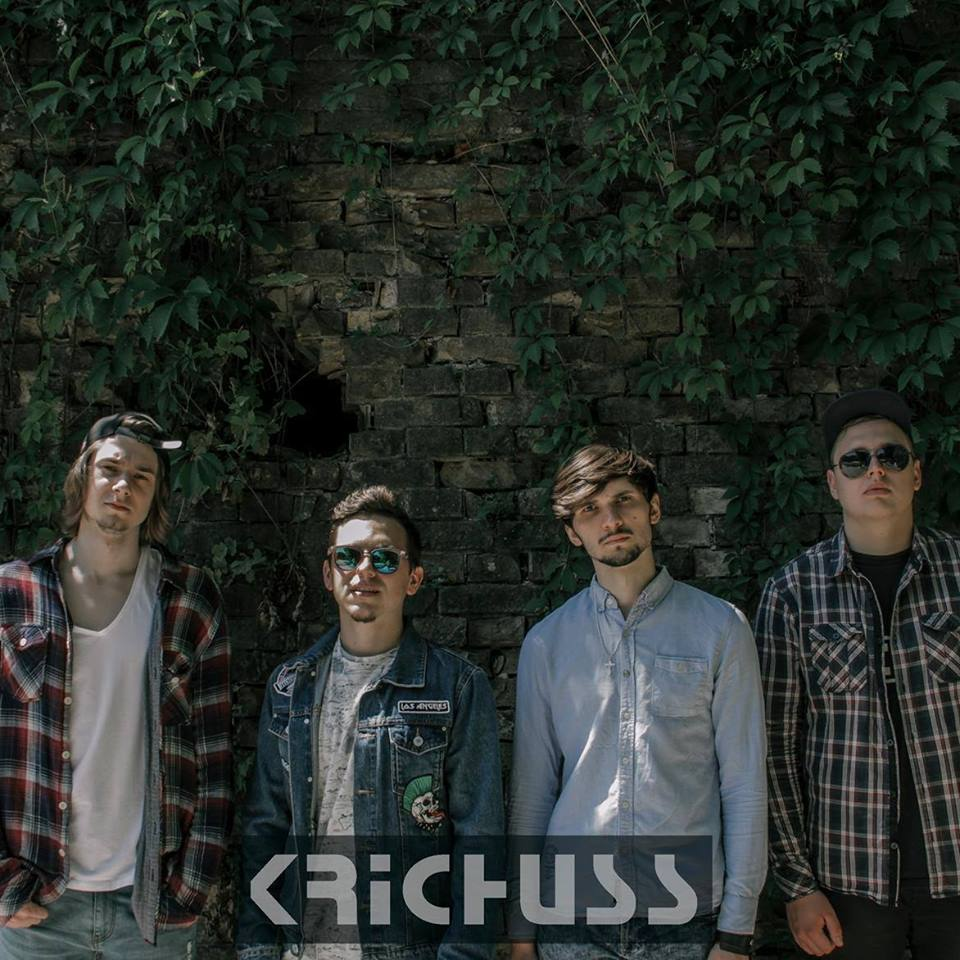
Музичний гурт - Krichuss

Гурт існував в різних складах, але 2015-го до гурту запросили нового вокаліста, з котрим гурт змінив назву на Krichuss, і з того моменту хлопці намагаються грати особливу музику на просторах української сцени, починаючи з ліричних та мелодійних композицій, закінчуючи кричущими текстами і драйвовами стінами рифів! В кінцевому результаті гурту вдалось поєднати ці два, здавалось би, несумісні поняття, це і робить їх унікальними!
Самі ж музиканти говорять: "Наша рушійна сила — це порвані струні, поламані палички і зірвані голоси, і в той же час інтелігентна, чуттєва лірика в якій вся наша філософія! "
Молодий та амбіційний український гурт існує усього три роки. Проте за цей час хлопці вже випустили 8 синглів, 2 ЕР-альбоми і 2 відеокліпа, давали спільні концерти із гуртами EPOLETS та DETACH, стали гостями багатьох українських фестивалів, протягом багатьох тижнів поспіль вигравали чарт НеПопса, стали одними з лідерів року української радіохвилі Джем ФМ завдяки їхнім трекам «Наздоганяй»  та "Тутам".

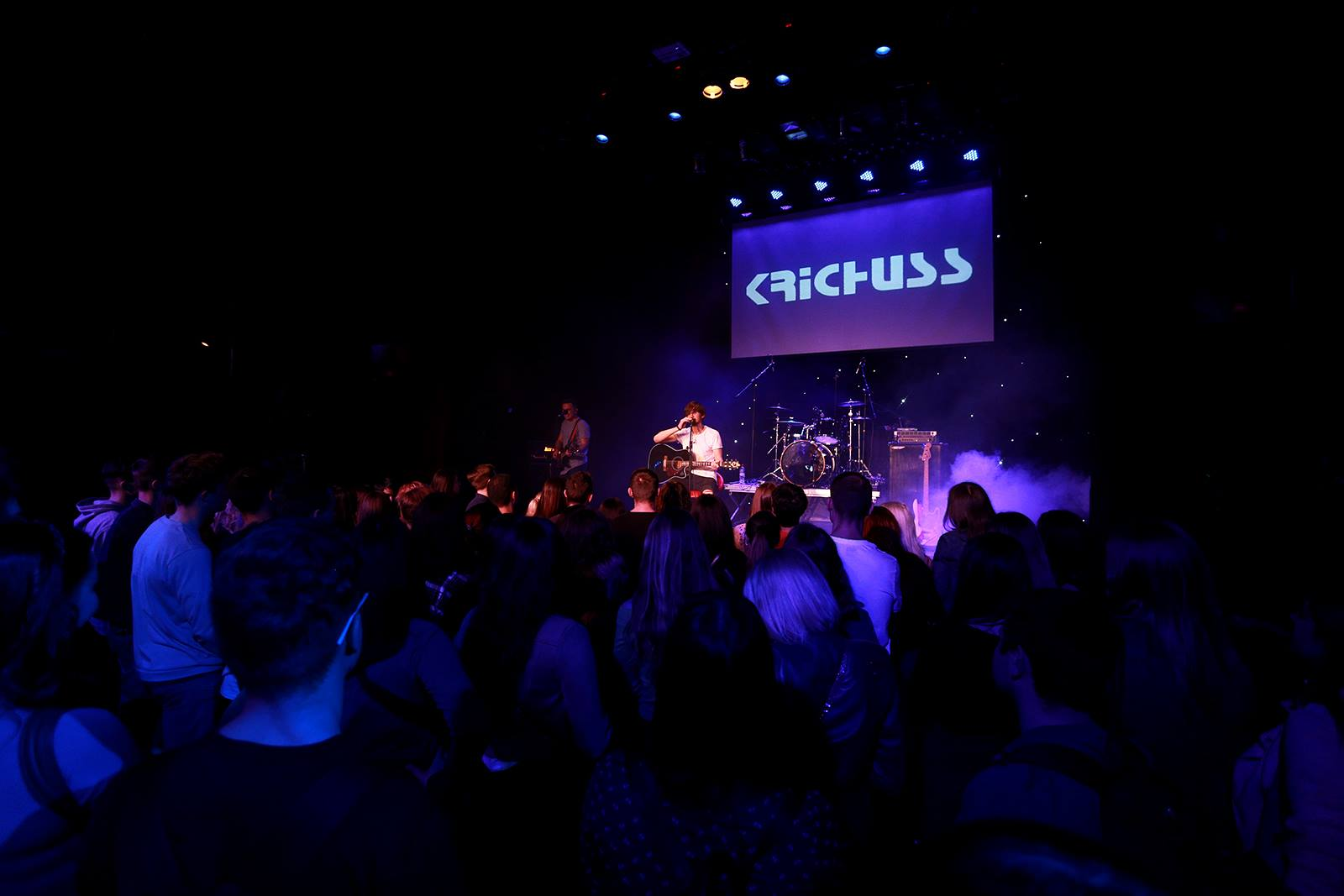
Сольний концерт Krichuss у Києві (Monte Ray, 22 квітня 2018р.)

Останній 3-й студійний альбом під назвою «Без Розмов»  увінчався успіхом та відкрив двері відомих фестивалів, презентація альбому відбулась у 5-ти містах України, а закінчилась великим шоу у Києві.

## Склад
Дмитро Поліщук - вокал
Михайло Яковенко - гітара, бек-вокал

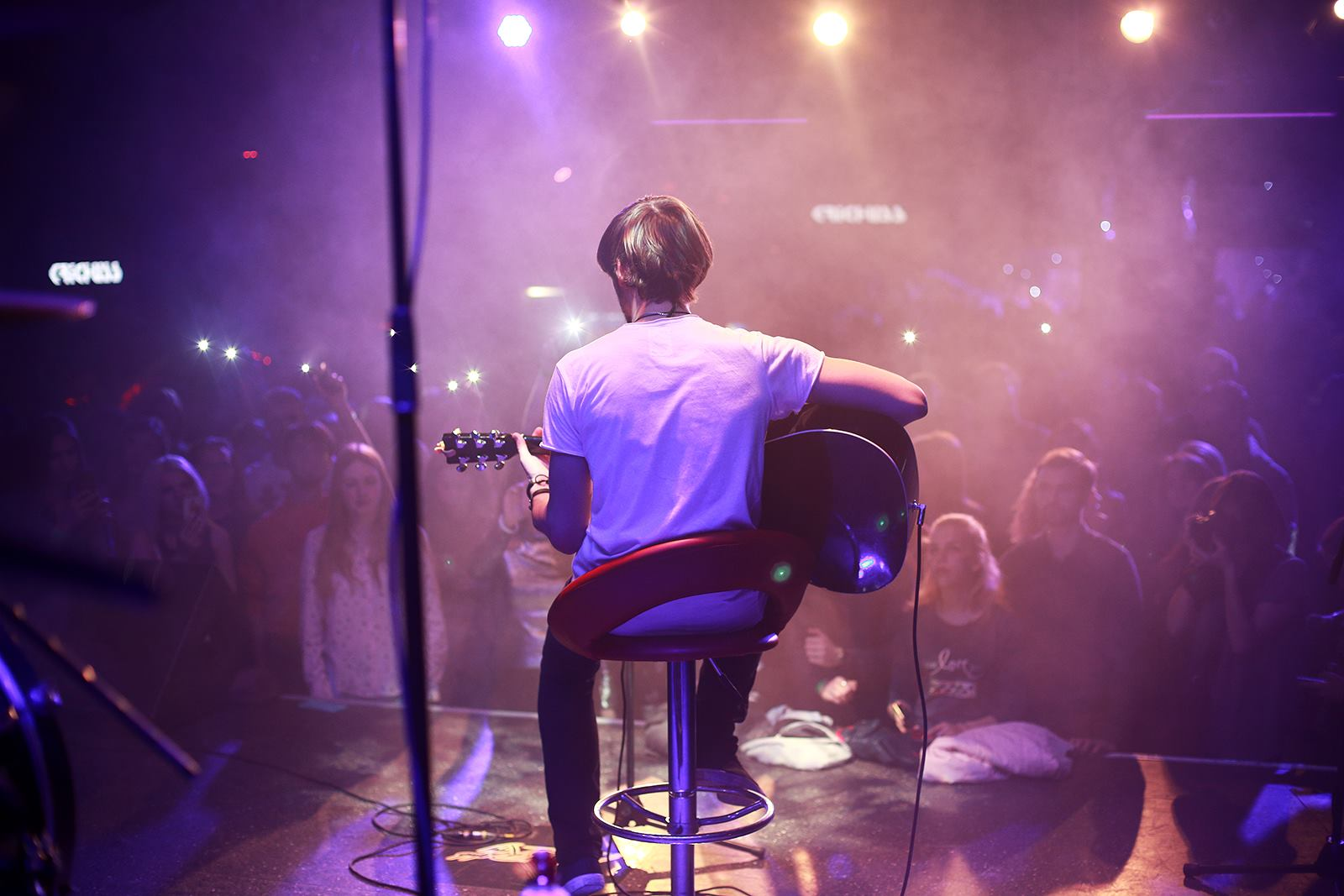
Сольний концерт Krichuss у Києві (Monte Ray 22 квітня 2018р.)

Губар Андрій - бас-гітара
Довгаленко Роман - барабани

## Дискографія

### Альбоми
- EP «Віддай» (2015)
- EP «Anatomical» (2017)[3]
- EP «Без розмов» (2018)[4]

### Сингли
- Герой
- Маєш
- Та пішла ти
- Надихаєш
- Пусто
- Варта
- Наздоганяй
- Тутам[5]

### Відеокліпи
- Знаю
- Наздоганяй [Архівовано 24 жовтня 2020 у Wayback Machine.]